# Фомин, Георгий Евгеньевич
Георгий Евгеньевич Фомин (1932—2019) — советский и российский конструктор ракетно-космической техники, заместитель генерального конструктора ЦСКБ.

## Биография
Родился 1 сентября 1932 года в деревне Михайловка Ржаксинского района Тамбовской области. В 1950—1956 годах учился в Московском авиационном институте, получил специальность инженера-электромеханика по вооружению самолётов.
По распределению работал на заводе № 1 имени Сталина в Куйбышеве технологом, потом — мастером по вооружению. В 1960 г. перевёлся в только что образовавшийся отдел № 25 Куйбышевского филиала ОКБ-1. Работал инженером, начальником группы, сектора, отдела, заместителем главного конструктора ЦСКБ по проектным работам. В 1996—2005 заместитель генерального директора ЦСКБ «Прогресс».
Участвовал в разработке многих ракетных изделий, в том числе лунной ракеты Н-1, космических аппаратов комплекса «Сапфир», а также секретных наблюдательных спутников.
Кандидат технических наук (1975). Лауреат Государственной премии СССР (1981).
С 2005 года находился на пенсии. Умер в Самаре 15 февраля 2019 года.

## Награды
- Орден Трудового Красного Знамени (1971)
- Орден Ленина (1976)
- Орден Октябрьской Революции (1988)
- Орден «За заслуги перед Отечеством» III степени (1995)
- Медаль «За доблестный труд» (1970)
- Золотая медаль ВДНХ СССР (1967)
- Медали Роскосмоса «Звезда Циолковского» (2000), «Знак Королёва» (2002)
- Медаль США «50-я годовщина со дня окончания Второй мировой войны» (1995)